# GOSICK
《GOSICK》是日本直木賞作家櫻庭一樹的系列推理小說，並改編成電視動畫。

## 概要
最初在2003年以短篇的形式參加龍皇杯，但最終無緣連載，不過為了回應讀者的支持，2003年底開始於富士見書房的《富士見Mystery文庫》（現已廢刊）以輕小說的形式出版文庫本，插圖作者為武田日向（該版本中文版由台灣角川代理）。
在經歷過2007年《富士見Mystery文庫》的廢刊、短篇連載雜誌的停刊以及2008年作者獲得直木賞，《GOSICK》的版權自富士見書房轉移至角川書店，從2009年9月開始以隔月發行的形式由角川文庫以一般小說的形式發行既刊新裝版，角川文庫版刪除原先所有的插圖（長篇5以及短篇集1、2中的部份解說性插圖予以保留，例如“小馬拼圖”）和後記，但增加解說、重新編排登場人物簡介，調整了長篇第4卷和短篇集第1卷的發售順序，並進行相當程度的改筆修訂。續作則隨後推出
雖然一度稱已完結，但在2013年11月27日根據作者推特的最新消息，最新作《GOSICK RED》將於12月25日發售。
漫畫版的作者是女性畫家天乃咲哉，中文版由台灣角川代理。此外，角川文庫版發售的同年，《GOSICK》系列由角川書店旗下的女性向文庫角川Beans文庫發行新裝輕小說版。Beans文庫版的《GOSICKsII》中收錄未發表全新插圖。
動畫版於2011年1月7日起播放，2011年7月1日完結，外加一話番外篇，全25話。

## 故事簡介
就读于拥有悠久庄严历史的圣玛格丽特学园的留学生东方少年久城一弥，某天他在学园图书馆塔上方、绿意盎然的溫室内与一位身着华丽服装、犹如洋娃娃般美丽的少女——维多利加相遇。维多利加拥有如侦探一般聪明的头脑和敏锐的洞察力，只要在她所到之处，再怎么离奇的谜团都会被解开。之后维多利加与久城一弥遭遇了种种怪异离奇事件，那么他们又该怎么解决这一系列的难题呢？
本篇故事主軸在於角色關係進展以及冒險解謎輕推理；新大陸篇則是正統懸疑推理。

## 故事的舞台
蘇瓦爾王國（法語：Duché de Savoie）是個虛構的歐洲國家。與法國、義大利、瑞士鄰接，通用語是法語。首都為蘇瓦倫，國土雖然小但是卻很豐饒，在第一次世界大戰中參加協約國而獲得勝利，有「小巨人」的贊稱。有一間位於阿爾卑斯山山腳的學校，名為聖瑪格麗特學園，那是一間擁有悠久莊嚴歷史、專門培育貴族子分的、在王國享負盛名的門學校。由於一直收藏著不能對外界公佈的人或研究，和該國家的黑暗歷史，故有「王室的秘密武器庫」的說法。原本只允許蘇瓦爾貴族子弟就讀，但世界大戰結束後也允許從盟國來的優秀留學生就讀。

## 登場人物

### 主要人物
※廣播劇聲優／動畫聲優／香港配音。
維多利加·德·布洛瓦（Victorique de Blois，聲：斋藤千和／悠木碧／成瑤孆）
維多利加出生於1910年12月25日。金髮綠瞳的她，外貌看起來比實際年齡少5歲，是個嬌小宛如陶瓷娃娃般的美麗少女，被其兄長稱作灰狼。與母親的長相一模一樣。
住在校園花壇迷宮中心點的糖果屋，花壇的迷宮是因為糖果屋被學生當作怪談探險地點不勝其擾而造出。
在住處及圖書館頂樓獨處時極度怕生，一旦有不認識的人到來，便會藏身在備有照明跟點心的櫃子裡。
跟一彌是同班同學，但平常不在教室上課，而是在圖書館塔頂端的植物園溫室裡藉看書來打發無聊的一天。
平時表情幾乎冷靜沉著，因此刻意想笑的話都是皮笑肉不笑的方式笑著。
喜歡吃各種甜點特別是馬卡龍，也喜歡洗澡，有時會高興的唱起歌來。
非常討厭疼痛，從彈額頭到打針都會讓她掉淚，也討厭會造成疼痛的事物以及硬的食物。
在一彌出入過圖書館被她看見但尚未遇到她時就對一彌有著興趣及好感，甚至主動跟老師打探一彌的資訊，也因此與一彌初次見面時沒有躲藏。
注意到一彌喜歡花朵，所以把在植物園找到的失竊熱帶種子庫（被春天死神從知名植物學家身上偷取）種進圖書館植物園裡，並謊稱吃掉，導致植物園長出南洋風植物。
傲嬌，平時嘴上幾乎都在貶低一彌，雖然待一彌有如僕役，常罵他是「凡人、笨蛋」，實則對他抱存好感，比任何人都還要重視他。
曾經向灰狼村長老占卜未來，問了跟一彌一樣的問題後，對於未來可能與一彌分離的結果感到悲傷，即使如此也相信彼此的心將永不分離。
平常不會實際去調查案件而是由一彌蒐集的情報來推理出事件全貌的「安樂椅偵探」。
根據本人的說法，推理是把「混沌的碎片」用她的「智慧之泉」再構成的行為。
多數事件一開始就已經推測出結果，只是因為嫌麻煩因此不說明，如果要求其「語言化」代價很高，只有一彌可以無限制的要求。
古雷溫第一次為了解救青梅竹馬賈桂琳而拜託她解謎時，因為不理解愛而無法講出「古雷溫不能再愛賈桂琳」這個代價，改以要求古雷溫日後必須保持鑽頭髮型為代價。
其母親曾讓一彌傳話給她「女兒啊！解開謎團，然後為了活下去而展示力量吧！」。
認同柯蒂麗亞「女兒是母親靈魂」的說法。同時亦認為久城就是自己的心臟，就如同《美麗的怪物》一樣。
經歷了跟母親和布萊恩的永別後，渡航前往久城的祖國途中，原本金色的頭髮變成像雪一樣的美麗銀白色，其成因可以根據布萊恩在小說中提到：「在我認識的人當中，以前也有過不少想要前往新大陸、或者想到其他大陸去的古代狼族，以及繼承了不可思議的生物血脈的人們。但是他們在乘上船的瞬間就變得非常奇怪——時而吐血，時而在地上打滾，引以爲豪的狼毛和羽翼都開始逐漸萎縮……有的還沒有到達新世界就連滾帶爬地逃了回來，有的甚至在中途就斷氣了。也就是說，到另一個不存在神的世界去，這種是對我們來說似乎是被禁止的事項呢。」（也有另一說法，是維多利加為了避開國王的通緝令而染髮，同時也正式告別自己的過去。）
根據久城信上的地址找到了他的家鄉，被久城的姐姐琉璃收留，一直等待到戰爭結束後久城的歸來，於第十三卷和久城一彌結婚，並一起去美國生活，開了間「灰狼偵探社」成為偵探。
久城 一彌（聲：入野自由／江口拓也／張裕東）
來自東方島國的留學生，性格十分認真，也很刻苦學習。家裏有爸爸、媽媽、兩位哥哥及一位姊姊。對於厲害的哥哥們有自卑感，於是選擇到國外留學，沒想到卻因為長相與其他國家的人不同而被學生和學園怪談扯在一起，稱他為「春天來訪的黑色死神」。曾經被捲入學園旁村莊的殺人事件，因為在案發現場因此被懷疑為兇手，所幸因維多利加的推理而洗清嫌疑找出真兇，但也因此被學生認為是會招來不幸的人。
被布洛瓦警官稱為「所得到的恩惠，就像是從卑鄙的高利貸業者那裡，毫無代價的不斷取得大筆金錢一樣，真是太奇怪又太不可思議了」，感情上有時很遲鈍，總是不知道女孩子在想什麼。雖然總是被維多利加貶低，但是很重視維多利加，經常帶甜點來給維多利加。
常被布洛瓦警官叫喚為「小松鼠」。被維多利加評為「不但是個老好人，也很坦率。」
被霍洛維茲的現任村長謝爾吉斯藉著先靈詢問與維多利加的未來，被指出「在幾年之後，將會吹起撼動世界的狂風，但你們的身體太輕，因為那陣狂風，你們兩人將會分開，但是，心將永遠不會分離」。
初期時常會說：「我是帝國軍人的三男！」但是並不認同父親和兄長的想法，最終為擺脱家族束缚而與維多利加移民至美國，投靠已婚的姐姐琉璃。
第二次世界大戰被日本徵召回國入伍從軍，戰爭期間斷了右腿。
在美國與維多利加成婚並開了一家灰狼偵探社，久城擔任輔助維多利加的兼职助手，正職則為記者。
古雷溫·德·布洛瓦（Grevil de Blois，聲：子安武人／木内秀信／雷霆）
維多利加的同父異母哥哥，擔任蘇瓦爾的警察。雖然是警察，但是卻沒唸過警校。
是個容貌、服裝、行為舉止十分優雅的青年，但前面卻留著鑽頭般又尖又長的特別髮型。
他是蘇瓦爾影響力極大的貴族－－布洛瓦侯爵的嫡長子。是個愛好警察工作的貴族，有兩個總是牽著手的部下二人組。
喜愛陶瓷娃娃（bisque doll），在警察署的房間內陳列了很多陶瓷娃娃。
鑽頭髮型就是因為在成為警察前為了救青梅竹馬的戀人賈桂琳，拜託維多利加語言化的代價；原作SII中因為再次親自拜託維多利加而變成上下兩個鑽頭。
自從一彌出現之後，藉著一彌與維多利加問話解決很多案件。由於自己要求維多利加把推測出的結果「語言化」代價很高，而由一彌提出卻可以毫無限制，因此古雷溫常借一彌的口要求維多利加「語言化」，藉此破案。
因為害怕與維多利加會再次提出古怪要求，很少與維多利加面對面說話。其實很關心維多利加，曾協助維多利加逃脫，並提供給一彌找到她的線索。
最後幫忙柯蒂麗亞等人從父親的枷鎖中救出維多利亞，並把追捕者引開。將維多利亞送離蘇瓦倫前，得到維多利加可以恢復髮型的許可。
因為放走妹妹而被逐出靈異部，為了獨立而參軍。參軍不久後為了救已嫁作人妻的賈桂琳而發生車禍重傷住院，戰後在席紐勒的幫助下重返警察的崗位。
退役後被星探發掘而前往美國往演藝之路發展。和在美國做偵探的妹妹仍有書信往來。
艾薇兒·布萊德利（Avril Bradley，聲：川上倫子／下屋則子／曾秀清）
一彌的同班同學，英國留學生，著名探險家薩·布萊德利的孫女。特徵是短金髮和修長的手足。對一彌抱有好感。很喜歡怪談，也喜歡戲弄聽到怪談時的一彌並讓他發出驚呼。
一開始被奎亞那2世關在廢棄倉庫之中。
很受祖父母的疼愛，爺爺將所有的財產給她，即價值連城的黑便士。
因為被關在倉庫時一直都很不安，所以把前來拯救她的一彌看做是黑髮王子，對一彌有好感，羨慕跟一彌很要好的維多利加。被維多利加稱為『臭蜥蜴』。
是戰前最後一位離開學園的學生，在二戰期間擔任護士。
賽西爾（Cécile Lafitte，聲：堀江由衣／鹿野優以／陳琴雲）
一彌與維多利加班上的級任老師，童顏身材矮小，特徵是大大的圓框眼鏡與輕飄飄的淺黑色頭髮。
是聖瑪格麗特學園的畢業生。對學生十分照顧，但有點不可靠。
有時個性像小孩一樣頑皮，有時會丟下爛攤子跟蘇菲跑給校長追。
遇到恐怖的事情時，常常把眼鏡丟下就跑了，但沒了眼鏡的話基本上是什麼事都做不了。
因為維多利加在學園花壇中心住的糖果屋被學生當作怪談探險地點而請園丁弄出花壇迷宮。
柯蒂麗亞·蓋洛（Cordelia Gallo，聲：—／澤城美雪／黃玉娟）
維多利加的母親，外貌與女儿一模一样，但打扮上顯得成熟。生於霍洛維茲的灰狼村。
相傳灰狼村民都有相彷的外貌，有著飄逸的金髮和玫瑰色的臉頰，以及小小的身體。維多利加的金幣項鍊即為母親被逐出村子時施捨的一枚金幣。
在灰狼村中當過前任村長家的女僕，後來因為被誣陷謀殺了前任村長被趕出村子。
最初當劇場女演員時和布萊恩·羅斯可交好，但因為布洛瓦侯爵想將灰狼的特殊能力引入家族血統中，於是強佔並性侵柯蒂麗亞，讓她在聖誕夜拘禁中產下維多利加。
在前任村長的墓碑刻下，「我不是罪人，C」，使維多利加更確信她沒有殺死前任村長。
生下維多利加後有一段時間被關在精神病院，最後被布萊恩·羅斯可所救，然後就一起行動。
認為維多利加是她的另一個靈魂，只要維多利加留下來不消失，自己也一樣不會消失。
最後成功殺死亞伯特·德·布洛瓦，但也同時被其保鏢雙胞胎姐妹所殺。
布萊恩·羅斯可（Brian Roscoe，聲：—／大川透／伍博民）
魔術師，神秘人物。同樣是出生於霍洛維茲的灰狼村。與一彌有一面之緣。正在尋找一名叫做「夏蒙的怪物」的人(即維多利加)，稱其為怪物。
其實是一對雙胞胎兄弟，雖然出生在灰狼村，但頭髮為紅色而非灰狼族代表性的金色，因此兄弟倆在年幼時受盡村民的迫害，還被以「非純種灰狼族人」為由趕出村莊，而他們的母親並沒有保護二人到最後。
兩兄弟離開灰狼村後，成為街頭表演的魔術師，在賽倫遇上柯蒂麗亞時，便被對方那種不論是甚麼身世都一樣勇往直前的精神吸引。
而且只為了保護被迫誕下來的孩子而一直活下去的柯蒂麗亞，更是兄弟二人一直尋求的母親形象，渴望柯蒂麗亞同樣可以只為了他們而活下去。
最後兄弟其中一人負責協助柯蒂麗亞刺殺亞伯特·德·布洛瓦，在任務成功後與柯蒂麗亞一同喪生，死在柯蒂麗亞身邊。
另一人負責保護維多利加逃亡，一度打算殺害維多利加失手掉落山谷反被維多利加所救。
在船上傷重不治前道出他們兄弟之所以離開灰狼村和幫助柯蒂麗亞的原因，其後在維多利加的見證下屍體海葬。
稱維多利加為「幼狼」。

### 次要人物
蘇菲（Sophie，聲：高橋智秋／根谷美智子／林元春）
舍監，紅髮，身材豐滿姣好，喜好穿著低胸，會騎機車以及做各式甜點。
很照顧一彌，常告訴一彌維多利加的訊息；也喜歡闖入一彌房間掠奪東方紀念品。
以前是學院的女僕，跟當時是學生的賽西爾老師成為好友。
戰爭時收容賽西爾，戰後賽西爾跟隨蘇菲回到學園。
賈桂琳·席紐勒（Jacqueline de Signore，聲：—／雪野五月／曾秀清）
古雷溫的青梅竹馬，個性活潑好動頑皮如小孩，神經大條沒有心眼，直率心地善良。
從小就喜歡古雷溫；古雷溫也一直愛著她，但兩人都沒對對方坦白過。
後來嫁給警長席紐勒，但仍然喜歡古雷溫；真人西洋棋比賽時扮成皇后，並且要求巧遇的古雷溫扮成國王。
在她被誤認為是殺死寵物店老闆的兇手時，古雷溫為了要救她，答應維多利加從此把頭髮梳成鑽頭樣式。
久城 瑠璃（聲：—／葉月繪理乃／曾佩儀）
久城家長女，一彌之姐，泰博與寬之妹，為與一彌關係最要好的親人。
外型姣好，追求者眾；學生時期有極度戀弟情節，一彌去留學後整整半年魂不守舍。
因為來信要一彌買藍薔薇紙鎮因而揭開美術品與孩童事件的序幕，也曾送自己的舊和服給維多利加。
維多利加照著一彌給的信投奔久城家後照顧她，並陪伴她去等一彌。在結婚之后，改姓小路，跟隨丈夫移民到美國。
一彌夫妇也為了脱離家族束缚而到美国投靠她。
久城 泰博（聲：—／桐本琢也／蕭徽勇）
久城家長男，一彌之兄，是個渾身肌肉的硬派。
久城 寛（聲：—）
久城家次男，一彌之兄，是帶著眼鏡的頭腦派。受不了維多利加的謎題挑戰也出了謎題回應，但被維多利加一秒鐘解出。
亞伯特·德·布洛瓦（Marquis Albert de Blois，聲：—／菅生隆之／潘文柏；青年期：—／木村良平／周良鴻）
維多利加的父親，靈異部的領導人，想利用自古時候即存在於歐洲大陸上的力量來對抗新時代的科學。
為了在「第二次暴風雨」來臨前作準備，求助於鍊金術士利維坦請他製造不老不死的人造人戰士（Homunculus），但後來利維坦消失於鐘樓。
其在徬徨無助時聽到利維坦訴說若要得到真正的力量，就讓擁有特殊力量的女人，幫他生下後代。所以造成了綁架維多利加母親，即柯蒂麗亞·蓋洛的事件。
自利維坦消失之後，為了得到權力力量而尋找灰狼，於舞廳之中遇見了柯蒂麗亞·蓋洛，並將其綁架、監禁及性侵犯，令其生下有他與灰狼血統的孩子（即維多利加）。
更變態的監禁虐待維多利加，後来把她送到學院寄宿讀書，情况才有好轉。最後想要利用維多利加的力量煽動民眾參戰藉此獲取權力，但被柯蒂麗亞及時阻止並殺死。
丘比特·羅傑（Jupiter Roget，聲：—／石塚運昇／朱子聰）
科學院的領導人。無名村賽倫王國出身的灰狼。與布洛瓦侯爵對立，但對國王忠心，替國王掩飾可可王妃遇害的真相，並保護王妃與其私生子。
戰事爆發時堅持走和平路線，但因他灰狼的身分被侯爵揭露，只好退出政治舞台，但最後還是在二戰過後回到國王身邊，並說：“今後就是科學的世界了。”
與柯蒂麗亞關係不明，由一度將其遺物箱埋藏在柯蒂麗亞的舊居這點來看，推測兩人應該有一定程度的關係。

### 各卷的登場人物

#### 『GOSICK』
羅珊（Roxane，聲：—／鈴木玲子／林丹鳳）
占卜師，在家中養了一隻獵犬和大量野兔，以及僱用了一名阿拉伯女傭和一名印度僕人。其預言準確，但是占卜過程卻十分殘忍。
在家中被槍殺。
茱莉・蓋爾（Julie Guile，聲：—／野田順子／余欣沛）
身穿紅色晚禮服的女性，自稱家父擁有煤礦。
實際上其真實身分為10年前存活下來的野兔－艾利克斯。也是此事件的犯人。
在10年前的事件中，與身為阿拉伯裔的少女－阿麗成為好友。
聶德・巴士達（Ned Baxter，聲：—／野島健兒／伍博民）
英國的舞台劇演員。真實身分為獵犬，也是於10年前假扮成第一個死者，讓孩童們混亂並自相殘殺的人－修伊。
莫里斯（Maurice，聲：—／稻葉實／朱子聰）
蘇瓦爾王國的外交部幹部。十年前QueenBerry號的相關者。
十年前的相關者（即用於占卜第一次世界大戰的野兔）：
阿麗（Lee，聲：—／美名／林元春）
阿拉伯裔少女，14歲。
生還者之一，在10年後於羅珊家中擔當女傭，並用計將之殺害，被捕時說出「這是箱子的複仇」。
修伊
英國裔少年，面帶雀斑，假扮成第一個死者，讓孩童們混亂並自相殘殺的人。
艾利克斯（聲：—／野田順子／黃玉娟（第二集）、余欣沛（第三集））
生還者之一，蘇瓦爾裔少女，在逃離孤兒院幾日後被捉上QueenBerry號。
楊
中國裔少年。在父親在世時經常一起旅行。後來被獵犬槍殺。
法國人少女
身材嬌小，綁著褐色辮子。住在鄉下地方，家中貧窮，養有羊為生。
匈牙利少女
身材高大而豐滿，在甲板上中陷阱導致臉頰受傷。在發現修伊屍體後與眾人分散，其後被眾人發現屍體被釘在牆上。
德國少年
體格高大的14歲少年。與奧地利少年脫離隊伍。後來因被鎖於升降機內，升降機墮落而死。
奧地利少年
高大而肌肉發達。與德國少年脫離隊伍。後來因被鎖於升降機內，升降機墮落而死。
意大利少年
輪廓深邃，身材高大。家住在市場附近。
美國少年
高瘦，捲髮，未經歷變聲期的少年。家住在有玉米田的地方。
土耳其少年
黑皮膚，四肢修長。與眾人語言不通，在追回脫離隊伍的德國少年和奧地利少年時被對方槍殺。

#### 『GOSICK II』
蜜德蕊・亞巴加（Mildred Arbogast，聲：—／渡邊明乃／沈小蘭）
蘇瓦爾的修女。因為偷盤子被古雷溫抓到，而被古雷溫派去跟蹤維多利加。
謝爾吉斯（Sergius，聲：—／堀勝之祐／盧國權）
現任村長。自詡為塞倫王國的國王。其實賽倫王國早在十五世紀消失。個性頑固不知變通。
荷曼妮（Harminia，聲：—／桑島法子／林元春）
村長家的女僕。精神有些許異常。20年前真正犯人就是荷曼妮，動機是因為前任村長狄奧多預言她會在26歲時會死去，於是將前任村長殺死。最後在與安普羅茲纏鬥時失足掉落山岩死去。因為死去的時間正好剛滿26歲，因此村長的預言詭異的準確。
安普羅茲（Ambrose，聲：—／阿部敦／何承駿）
村長謝爾吉斯的助手，對外界事物十分好奇。事件結束後，來到外界生活,其後可以看見他在一間似是圖書館的地方工作(請見動畫第24集)。
狄奧多（Theodore，聲：—）
前任村長。被荷曼妮殺死而導致柯麗蒂亞的冤枉。
亞朗（Alan，聲：—／遊佐浩二）
蘇瓦爾美術大學的學生。留有鬍鬚，戴著玳瑁眼鏡的男子。事實是小偷集團之一被同夥德瑞克害死。
德瑞克（Derek Banks，聲：—／藤田圭宣）
蘇瓦爾美術大學的學生。長相較女性化的男子，父母是有錢人。小偷集團主謀因想獨佔殺死同夥。
勞爾（Raoul，聲：—／平井啓二）
蘇瓦爾美術大學的學生。個子高，個性害羞的男子。小偷集團之一被德瑞克開槍打死。

#### 『GOSICK III』
路奇（Luigi，聲：—／石塚さより／雷碧娜）
原為傑丹百貨公司附近的年幼流浪者，擁有高強計算及記憶力。
由於記下了所有在傑丹百貨公司失蹤的少女資訊，協助一彌偵破傑丹藍玫瑰事件。
事件結束後得到賈桂琳的資助入讀寄宿學校。
卡尼爾（Garnier，聲：—／楠見尚己／葉振聲）
位於蘇尼姆的百貨公司「傑丹」的擁有人。表面上是一間百貨公司，暗中卻是一個買賣贓物及女童的組織。
安娜斯塔西婭（Anastasia，聲：—／川澄綾子／林元春）
因俄羅斯革命而逃到蘇尼姆的貴族少女，是在傑丹百貨公司更衣間被禁錮的其中一人。
在百貨地下室躲藏設法逃離，遇到誤入地下室的一彌後不久逃出百貨，事件結束後由親戚收養。
席紐勒（Signore，聲：—／山野井仁／招世亮）
警務處處長，性情溫和。古雷溫的上司，賈桂琳的丈夫。
老婦人（The old woman，聲：—／山口奈々／—）
和路奇一起行動的老年流浪者。實因孫女被綁架而精神受到刺激，事件結束後接受警方援助。

#### 『GOSICK IV』
利維坦（Leviathan，聲：—／速水獎／葉振聲）
煉金術師。於學園的圖書館裡留下一本金色的立體繪本。與王妃苟合生下一子。
實際上並非煉金術師，其所變出來的黃金都是源自於上一代國王從殖民地(非洲)秘密運送過來的黃金。
當時正處於地理大發現時期，許多的黑奴被海運至各地，而利維坦也是其中一員；後來國王為了掩蓋黃金的祕密儲放地點而下令活埋所有的黑奴，當時利維坦逃出活埋的墓地，並扮成假面煉金術師。
憑藉騙術在宮廷獲得了很高的地位，希望藉此能解放故鄉，在一次煉金過程中殺死了貴族之子伊安被視作罪人而通緝。身中數箭在斷氣前逃至黃金儲放密室，最後身亡。
翁‧凱（Wong Kai，聲：—／石川英郎）
東方人，羅斯可的友人。同為魔術師，後來觸碰到有毒的紅薔薇壁畫而中毒死亡。
伊安・馬斯古雷普（Ian Musgrave，聲：—／小松未可子／伍秀霞）
馬斯古雷普男爵之子。對利維坦的煉金術深信不疑，死於利維坦之手。
馬斯古雷普男爵（Baron Musgrave，聲：—／中村秀利）
蘇瓦爾王國的法務大臣。

#### 『GOSICK V』
賽門‧漢特（Simon Hunt，聲：—／上田祐司／張錦江）
自稱在鐘錶公司工作，實際上則隸屬蘇瓦爾科學院，參加魔術幻燈秀是為了回收丘比特羅傑的遺物箱，中了圈套在魔術表演中被摩瑞拉殺害。
伊亞哥（聲：—）
修士，為梵蒂岡的奇跡認定士。
動畫版無登場。
卡蜜拉（Carmilla，聲：—／巴菁子／林丹鳳）
〈別西卜的頭骨〉的修女。白髮藍瞳，雙胞胎的姐姐。布洛瓦侯爵的貼身護衛。
摩瑞拉（Morella，聲：—／野沢由香里／雷碧娜）
〈別西卜的頭骨〉的修女。白髮黑瞳，雙胞胎的妹妹。布洛瓦侯爵的貼身護衛。
《費爾姐妹的姐妹櫥柜》的表演者。
米雪兒（Michelle，聲：—）
〈別西卜的頭骨〉的護士。
動畫版無登場。

#### 『GOSICK VI』
〈孤兒〉（The Orphan，聲：—／名塚佳織／余欣沛）
乘客之一，黑髮藍瞳的少女。在列車往程時曾與一彌同桌進食午餐，在回程時同一車廂。
自稱是為尋找生日而到訪〈別西卜的頭骨〉。
實際是科學院間諜，其父母同樣是間諜。自小就與父母從事間諜活動。在不小心透露了遺物箱後，一直訴說有人而殺死她，變得歇斯底里。
在撿葡萄乾遊戲中喝下了〈樵夫〉下了毒的水，至駕駛車破壞零件，期望列車於車站撞毀造成大型意外。在得知遺物箱的真相後中毒身亡。
於動畫版是同樣是〈孤兒〉，本名不明。為列車上的科學院間諜之一，中毒後至駕駛車破壞零件，並告知一彌二人在橋上有炸彈，随即毒發身亡。與原著不同的是，此處的〈孤兒〉是真正的孤兒。
〈大公妃〉（聲：—／弥永和子／沈小蘭）
乘客之一，中年婦女。在列車往程時曾與一彌同桌進食午餐，在回程時同一車廂。
自稱本名不列顛‧加百列‧可可‧德‧庫雷罕多（Britannia Gabriel），是微服出巡的庫雷罕多王國的大公妃。
原為著名女演員，擅長飾演海妖大公妃。因為獨生子參加世界大戰，直到戰後都尚未回來，因而發瘋。經常於醫院逃走，自稱是大公妃引起騷動。
於動畫版是〈稻草人〉，本名不明。為列車上的靈異部間諜之一。在從〈孤兒〉身上搶走遺物箱後被〈騎士〉攻擊，重傷後墜車。
〈樵夫〉（The Woodcutter，聲：—／水島大宙／周倚天）
乘客之一，貴族青年。在回程時與一彌同一車廂。自稱要尋找被冥王抓走的妹妹而四處旅行。
本名基甸·雷格蘭（Gideon Lesglant），蘇瓦爾大學的建築學學生。
親生父母於列車意外中身亡，與妹妹相依為命。監護人是亞伯特，因亞伯特的命令而成為間諜。在今次的行動前，妹妹成為了人質。
為了救回妹妹而殺害<孤兒>，奪取遺物箱。
於動畫版是靈異部的臨時間諜，因其妹妹被綁架而被逼參與行動。
〈死者〉（聲：—／乃村健次／張錦江）
乘客之一，魁梧男子。在回程時與一彌同一車廂。
自稱是於黑死病流行時在於修道院被殺的亡魂，借屍還魂於一男子身上。
自稱本名山姆·歐瑞爾（Sam O'Neill），是在煤礦工作的英國人，為老闆的司機。因謀殺老闆而逃亡。
然而實際上是煤礦王—傑森·尼爾本人，真正死亡是司機—山姆·歐瑞爾，因為瀕臨破產而把司機偽裝成自己的屍體，带着謹餘的所有財產逃亡。
於動畫版是〈騎士〉，本名不明。為科學院的間諜。在車頂上追擊一彌二人時，因列車駛至隧道而墜車。

#### 『GOSICK VII』
可可．蘿絲（Coco Rose，聲：—／久川綾／伍秀霞）
1897年自法國嫁到蘇瓦爾的王妃，不適應宮廷生活的她後期沉迷於黑魔術，並因此與鍊金術師利維坦發生接觸，進而有染。
她在生下利維坦的孩子後被失去理智的國王所殺。但實際上死去的是與她極為相似，隨她來自法國的女僕；可可本人則在逃過一劫後與孩子在鄉間過著隱居生活（在動畫中，一彌和維多利加在搭馬車回校園的路上碰到一對母子因為馬車損毀而希望搭便車，在維多利加敘述著這件事時，可可的臉與搭便車的老婦人的臉一樣，而兒子則是提及聖瑪格麗特學園的時鐘塔和老婦人跟他父親的事情，因此猜測這對母子極有可能正是可可本人和她的兒子）。
尼可.露露（Nicole Leroux）聲：—／斎藤恵理
外貌與可可極為相似的舞者，在尋找王妃替身的秘書甄試中被選上，代替可可在鄉間生活。之後為避免替身一事東窗事發，於1914年法國使者求見之時，在宮廷遭到殺害。
魯帕．吉列（Rupert de Gilet，聲：—／志村知幸／雷霆）
蘇瓦爾的國王，性格懦弱。當初因為目睹王妃生下的孩子不是自己的血親憤而對妻子痛下殺手，並經過防腐程序，之後委託科學部以秘書甄試的招職活動為由，尋找假冒王妃的替身，為了掩飾真象運用偌大的皇冠將替身的頭顱運走，二戰期間受到布洛瓦侯爵的蒙蔽趕走了丘比特·羅傑使王國捲入了戰爭。

#### 『GOSICKs』
奎亞那二世（Kuiaran the Second，聲：雪野五月／豐口惠／何璐怡）
善於偽裝，拘禁並假扮準備要就讀學院的艾微兒，進入學院是為了拿走奎亞那一世的收藏品，後來被逮捕。
馬克希姆（Maxim，聲：—／鈴木恭輔／梁偉德）
奎亞那一世（Phantom Thief Kuiaran），每到春天就會回到學院，把偷來的藝術品放置此，後來被困於停屍間而死。
因為每當他回到學院的時候總是會有事故發生，所以進而產生了「春天來到的死神」這樣一個傳聞。
米莉·馬露（Millie Marl）
喜歡馬克希姆，由於身患重病，在去世前設計令馬克希姆被困於停屍間而死，長伴自己。

## 出版書籍

### 小說
| 卷數     | 故事 順序 | 日文標題      | 中文翻譯標題                     | 日本              | 日本                   | 日本                   | 台灣角川       | 台灣角川               |
| 卷數     | 故事 順序 | 日文標題      | 中文翻譯標題                     | 出版文庫          | 出版日期               | ISBN                   | 出版日期       | ISBN                   |
| -------- | --------- | ------------- | -------------------------------- | ----------------- | ---------------------- | ---------------------- | -------------- | ---------------------- |
| 1        | 2         |               | GOSICK 1                         | 富士見Mystery文庫 | 2003年12月10日         | ISBN 4-8291-6229-5     | 2007年2月3日   | ISBN 978-986-174-267-0 |
| 1        | 2         | 角川文庫      | GOSICK 1                         | 2009年9月25日     | ISBN 978-4-04-428106-9 |                        | 2007年2月3日   | ISBN 978-986-174-267-0 |
| 1        | 2         | 角川Beans文庫 | GOSICK 1                         | 2011年4月1日      | ISBN 978-4-04-428116-8 |                        | 2007年2月3日   | ISBN 978-986-174-267-0 |
| 2        | 3         |               | GOSICK 2 －其罪無名－            | 富士見Mystery文庫 | 2004年5月8日           | ISBN 4-8291-6254-6     | 2007年5月30日  | ISBN 978-986-174-360-8 |
| 2        | 3         | 角川文庫      | GOSICK 2 －其罪無名－            | 2009年11月25日    | ISBN 978-4-04-428107-6 |                        | 2007年5月30日  | ISBN 978-986-174-360-8 |
| 2        | 3         | 角川Beans文庫 | GOSICK 2 －其罪無名－            | 2011年4月1日      | ISBN 978-4-04-428117-5 |                        | 2007年5月30日  | ISBN 978-986-174-360-8 |
| 3        | 4         |               | GOSICK 3 －藍薔薇下－            | 富士見Mystery文庫 | 2004年10月9日          | ISBN 4-8291-6273-2     | 2007年8月8日   | ISBN 978-986-174-450-6 |
| 3        | 4         | 角川文庫      | GOSICK 3 －藍薔薇下－            | 2010年1月23日     | ISBN 978-4-04-428108-3 |                        | 2007年8月8日   | ISBN 978-986-174-450-6 |
| 3        | 4         | 角川Beans文庫 | GOSICK 3 －藍薔薇下－            | 2011年5月1日      | ISBN 978-4-04-428118-2 |                        | 2007年8月8日   | ISBN 978-986-174-450-6 |
| 4        | 5         |               | GOSICK 4 －為愚者代辯－          | 富士見Mystery文庫 | 2005年1月8日           | ISBN 4-8291-6273-2     | 2007年11月29日 | ISBN 978-986-174-520-6 |
| 4        | 5         | 角川文庫      | GOSICK 4 －為愚者代辯－          | 2010年5月25日     | ISBN 978-4-04-428110-6 |                        | 2007年11月29日 | ISBN 978-986-174-520-6 |
| 4        | 5         | 角川Beans文庫 | GOSICK 4 －為愚者代辯－          | 2011年7月1日      | ISBN 978-4-04-428122-9 |                        | 2007年11月29日 | ISBN 978-986-174-520-6 |
| 5        | 1         |               | GOSICKs 1 －伴隨春天而來的死神－ | 富士見Mystery文庫 | 2005年7月8日           | ISBN 4-8291-6310-0     | 2008年2月15日  | ISBN 978-986-174-609-8 |
| 5        | 1         | 角川文庫      | GOSICKs 1 －伴隨春天而來的死神－ | 2010年3月25日     | ISBN 978-4-04-428109-0 |                        | 2008年2月15日  | ISBN 978-986-174-609-8 |
| 5        | 1         | 角川Beans文庫 | GOSICKs 1 －伴隨春天而來的死神－ | 2011年6月1日      | ISBN 978-4-04-428120-5 |                        | 2008年2月15日  | ISBN 978-986-174-609-8 |
| 6        | 7         |               | GOSICK 5 －別西卜的頭骨－        | 富士見Mystery文庫 | 2005年12月10日         | ISBN 4-8291-6328-3     | 2008年8月5日   | ISBN 978-986-174-764-4 |
| 6        | 7         | 角川文庫      | GOSICK 5 －別西卜的頭骨－        | 2010年7月24日     | ISBN 978-4-04-428111-3 |                        | 2008年8月5日   | ISBN 978-986-174-764-4 |
| 6        | 7         | 角川Beans文庫 | GOSICK 5 －別西卜的頭骨－        | 2011年10月1日     | ISBN 978-4-04-428125-0 |                        | 2008年8月5日   | ISBN 978-986-174-764-4 |
| 7        | 6         |               | GOSICKs 2 －遠離夏季的列車－     | 富士見Mystery文庫 | 2006年5月10日          | ISBN 4-8291-6352-6     | 2008年11月18日 | ISBN 978-986-174-877-1 |
| 7        | 6         | 角川文庫      | GOSICKs 2 －遠離夏季的列車－     | 2010年9月25日     | ISBN 978-4-04-428112-0 |                        | 2008年11月18日 | ISBN 978-986-174-877-1 |
| 7        | 6         | 角川Beans文庫 | GOSICKs 2 －遠離夏季的列車－     | 2011年9月1日      | ISBN 978-4-04-428123-6 |                        | 2008年11月18日 | ISBN 978-986-174-877-1 |
| 8        | 8         |               | GOSICK 6 －化妝舞會之夜－        | 富士見Mystery文庫 | 2006年12月9日          | ISBN 4-8291-6375-5     | 2009年2月4日   | ISBN 978-986-174-950-1 |
| 8        | 8         | 角川文庫      | GOSICK 6 －化妝舞會之夜－        | 2010年11月25日    | ISBN 978-4-04-428113-7 |                        | 2009年2月4日   | ISBN 978-986-174-950-1 |
| 8        | 8         | 角川Beans文庫 | GOSICK 6 －化妝舞會之夜－        | 2011年11月1日     | ISBN 978-4-04-428126-7 |                        | 2009年2月4日   | ISBN 978-986-174-950-1 |
| 9        | 9         |               | GOSICKs 3 －秋花追憶－           | 富士見Mystery文庫 | 2007年4月10日          | ISBN 978-4-8291-6387-0 | 2009年7月31日  | ISBN 978-986-237-168-8 |
| 9        | 9         | 角川文庫      | GOSICKs 3 －秋花追憶－           | 2011年1月25日     | ISBN 978-4-04-428114-4 |                        | 2009年7月31日  | ISBN 978-986-237-168-8 |
| 9        | 9         | 角川Beans文庫 | GOSICKs 3 －秋花追憶－           | 2011年12月1日     | ISBN 978-4-04-100048-9 |                        | 2009年7月31日  | ISBN 978-986-237-168-8 |
| 10       | 10        |               | GOSICK 7 －蔷薇色的人生－        | 角川文庫          | 2011年3月25日          | ISBN 978-4-04-428115-1 |                |                        |
| 11       | 11        |               | GOSICKs 4 －冬之Sacrifice－      | 角川文庫          | 2011年5月25日          | ISBN 978-4-04-428119-9 |                |                        |
| 12       | 12        |               | GOSICK 8上 －諸神的黃昏－        | 角川文庫          | 2011年6月23日          | ISBN 978-4-04-428121-2 |                |                        |
| 13       | 13        |               | GOSICK 8下 －諸神的黃昏－        | 角川文庫          | 2011年7月23日          | ISBN 978-4-04-428124-3 |                |                        |
| 新大陸編 |           |               |                                  |                   |                        |                        |                |                        |
| 14       | 15        |               | GOSICK RED                       | 角川書店(單行本)  | 2013年12月25日         | ISBN 978-4-04-110640-2 |                |                        |
| 15       | 14        |               | GOSICK BLUE                      | 角川書店(單行本)  | 2014年11月29日         | ISBN 978-4-04-102354-9 |                |                        |
| 16       | 16        |               | GOSICK PINK                      | 角川書店(單行本)  | 2015年12月2日          | ISBN 978-4-04-103646-4 |                |                        |
| 17       | 17        |               | GOSICK GREEN                     | 角川書店(單行本)  | 2016年12月2日          | ISBN 978-4-04-104596-1 |                |                        |

P.S.在GOSICK後有小寫S即為主要以原本連載內容組成的短篇作品，GOSICKs 1 第一章刊載於「DRAGON MAGAZINE」，其餘除了少部分新內容的章節，皆連載於季刊「FANTASIA BATTLE ROYAL」（作者於GOSICKs 1的後記中提及）。

### 漫畫
- 《GOSICK》原作：櫻庭一樹、作畫：天乃咲哉、角色原案：武田日向

於富士見書房「月刊Dragon Age」連載
富士見書房刊（富士見書房發行）已經出版8卷以下續刊
| 卷數 | 富士見書房     | 富士見書房             | 台灣角川      | 台灣角川               |
| 卷數 | 發售日期       | ISBN                   | 發售日期      | ISBN                   |
| ---- | -------------- | ---------------------- | ------------- | ---------------------- |
| 1    | 2008年7月9日   | ISBN 978-4-04-712558-2 | 2010年1月20日 | ISBN 978-986-237-479-5 |
| 2    | 2008年11月10日 | ISBN 978-4-04-712577-3 | 2010年3月18日 | ISBN 978-986-237-573-0 |
| 3    | 2009年7月9日   | ISBN 978-4-04-712615-2 | 2010年5月22日 | ISBN 978-986-237-660-7 |
| 4    | 2010年1月9日   | ISBN 978-4-04-712644-2 | 2010年9月4日  | ISBN 978-986-237-841-0 |
| 5    | 2010年11月9日  | ISBN 978-4-04-712693-0 | 2011年5月21日 | ISBN 978-986-287-167-6 |
| 6    | 2011年2月9日   | ISBN 978-4-04-712710-4 | 2011年9月15日 | ISBN 978-986-287-379-3 |
| 7    | 2011年9月8日   | ISBN 978-4-04-712745-6 | 2012年8月15日 | ISBN 978-986-287-880-4 |
| 8    | 2012年6月9日   | ISBN 978-4-04-712794-4 | 2013年1月16日 | ISBN 978-986-325-188-0 |

- 《GOSICK W》原作：櫻庭一樹、作畫：守姫武士、角色原案：武田日向

於角川書店「月刊Comp Ace」2011年4月号開始連載

### Drama CD
- GOSICK -ゴシック-  2006年4月21日 B000CFWQAK 基於原作小説「GOSICKs－ゴシックエス・春来たる死神－」，封面插圖作者為武田日向。
- GOSICK -ゴシック- 知恵の泉と小夜曲(セレナード)「花降る亡霊は夏の夜を彩る」  2011年6月1日
- GOSICK -ゴシック- 知恵の泉と独唱曲(アリエッタ)「花びらと梟」  2011年8月31日  收錄了角色歌與Drama CD，配音基於TV動畫。

### 原聲集
- GOSICK -ゴシック- ORIGINAL SOUNDTRACK  2011年4月13日
- GOSICK -ゴシック- ORIGINAL SOUNDTRACK SECOND SEASON  2011年6月29日

## 電視動畫

### 工作人員
- 原著 - 櫻庭一樹（角川文庫）
- 角色原案 - 武田日向
- 監督 - 難波日登志
- 系列構成 - 岡田麿里
- 人物設定 - 川元利浩、富岡隆司
- 總作画监督 - 富岡隆司
- 機械設計 - 竹内志保
- 美術監督 - 近藤由美子
- 色彩設計 - 岩沢れい子
- 攝影監督 - 古本真由子
- 編輯 - 定松剛
- 音響監督 - 原口升
- 音響效果 - 倉橋静男
- 音樂 - 中川幸太郎
- 音樂制作 - 古倫美亞音樂娛樂
- 動画制作 - BONES
- 制作 - GOSICK制作委員會

### 主題曲
片頭曲
1. 「Destin Histoire」
作詞：渡部紫緒（日语：渡部紫緒）；作曲、編曲：坂部剛（日语：坂部剛）；歌：yoshiki＊lisa

片尾曲
1. 「Resuscitated Hope」（第1話 - 第12話）
作詞：渡部紫緒；作曲、編曲：坂部剛；歌：小峰理紗（コミネリサ）
2. 「unity」（第13話 - 第24話）
作詞：渡部紫緒；作曲：Asu（The New Classics）；編曲：長谷川智樹；歌：小峰理紗（コミネリサ）

插入曲
1. 「薔薇色的人生（玫瑰人生）」（第19話）
作詞：櫻庭一樹；作曲、編曲：中川幸太郎；歌：柯蒂麗亞·蓋洛（澤城美雪）

### 各話列表
| 話數   | 標題                   | 劇本     | 分鏡              | 演出     | 作畫監督                   |
| ------ | ---------------------- | -------- | ----------------- | -------- | -------------------------- |
| 第1話  |                        | 岡田麿里 | 三條名耳          | 和田純一 | 松田剛吏                   |
| 第2話  |                        | 岡田麿里 | 京田知己          | 中村里美 | 三輪和宏                   |
| 第3話  |                        | 岡田麿里 | 佐原亚湖          | 清水久敏 | 山本尚志                   |
| 第4話  |                        | 根元歲三 | 三條名耳          | 池畠博史 | 猿渡聖加                   |
| 第5話  |                        | 根元歲三 | 和田純一          | 和田純一 | 田中誠輝                   |
| 第6話  |                        | 岡田麿里 | 福田道生          | 宮下新平 | 網㟢涼子 佐古宗一郎 松浦力 |
| 第7話  |                        | 岡田麿里 | 松尾衡            | 大西景介 | 青野厚司                   |
| 第8話  |                        | 岡田麿里 | 京田知己          | 中村美   | 堀川耕一 三輪和宏          |
| 第9話  |                        | 猪爪慎一 | 佐原亞湖          | 松林唯人 | 齊藤英子                   |
| 第10話 |                        | 猪爪慎一 | 来留須讓二        | 清水久敏 | 松田剛吏 本村晃一          |
| 第11話 |                        | 猪爪慎一 | 福田道生          | 政木伸一 | 熊膳貴志                   |
| 第12話 |                        | 岡田磨里 | 数井浩子          | 和田純一 | 西田亞沙子                 |
| 第13話 | 愚者指名自己的辩护人   | 根元歲三 | 三條名耳          | 大西景介 | 三輪和宏 山本尚志          |
| 第14話 |                        | 根元歲三 | 福田道生          | 池畠博史 | 關口雅浩                   |
| 第15話 |                        | 根元歲三 | 長崎健司          | 中村美   | 青野厚司                   |
| 第16話 |                        | 猪爪慎一 | 名取孝浩          | 名取孝浩 | 堀川耕一                   |
| 第17話 |                        | 猪爪慎一 | 森邦宏            | 末田宜史 | 松田剛吏 齊藤英子          |
| 第18話 | 漆黑的列车运送数个谎言 | 猪爪慎一 | 和田純一          | 和田純一 | 三輪和宏 宮前真一          |
| 第19話 |                        | 岡田麿里 | 田村耕太郎        | 政木伸一 | 熊膳貴志                   |
| 第20話 |                        | 根元歲三 | 京田知己          | 京田知己 | 山本尚志 阿部尚人          |
| 第21話 |                        | 根元歲三 | 數井浩子          | 清水久敏 | 青野厚司                   |
| 第22話 |                        | 岡田麿里 | 福田道生          | 大西景介 | 堀川耕一 宮前真一          |
| 第23話 |                        | 岡田麿里 | 田村耕太郎        | 中村里美 | 田中誠輝 三輪和宏          |
| 第24話 |                        | 岡田麿里 | 和田純一 三條名耳 | 和田純一 | 松田剛吏 富岡隆司          |

### 播放電視台
日本深夜動畫：下文記載的日本国内播放時間使用日本標準時間（UTC+9）表示。因為部分時間标识會採用30小时制，因此請留意这类超过24:00的时间，其實際播放時間為翌日清晨。
| 播放地域       | 電視台       | 播放日期              | 播放時間                  | 所屬聯播網             | 備考                                             |
| -------------- | ------------ | --------------------- | ------------------------- | ---------------------- | ------------------------------------------------ |
| 關東廣域圏     | 東京電視台   | 2011年1月7日－7月1日  | 星期五 25時23分－25時53分 | 東京電視網             | 制作局                                           |
| 愛知縣         | 愛知電視台   | 2011年1月10日－7月4日 | 星期一 25時28分－25時58分 | 東京電視網             | 4月4日播出特番                                   |
| 大阪府         | 大阪電視台   | 2011年1月11日－7月5日 | 星期二 25時30分－26時00分 | 東京電視網             |                                                  |
| 岡山縣、香川縣 | 濑户内電視台 | 2011年1月12日－7月6日 | 星期三 25時18分－25時48分 | 東京電視網             | 3月23日、3月30日播出特番                         |
| 福岡縣         | TVQ九州放送  | 2011年1月12日－7月6日 | 星期三 25時43分－26時13分 | 東京電視網             | 3月23日、3月30日、4月6日播出特番                 |
| 日本全域       | 東京電視台   | 2011年1月13日－7月7日 | 星期四 12時00分更新       | 網络廣播               | 第1話免費收看 第2話之後自播送開始的2天内免費播放 |
| 日本全域       | Movie Gate   | 2011年1月13日－7月7日 | 星期四 12時00分更新       | 網络廣播（移動設備用） | 第1話免費收看 第2話之後自播送開始的2天内免費播放 |
| 日本全域       | AT-X         | 2011年2月15日－8月2日 | 星期二 11時00分－11時30分 | 衛星電視               | 有重播                                           |

| 日本 東京電視台 星期五 25:23－25:53 | 日本 東京電視台 星期五 25:23－25:53   | 日本 東京電視台 星期五 25:23－25:53 |
| ----------------------------------- | ------------------------------------- | ----------------------------------- |
|                                     | GOSICK （2011年1月7日－2011年7月1日） |                                     |
| FORTUNE ARTERIAL -紅色約定-         | 丹特麗安的書架                        |                                     |

### 與原作差異
人物設定
- 原著的維多利加聲音沙啞如老太婆、抽菸斗會吐煙圈；動畫則是正常偏低沉少女聲音，不吐煙圈，菸斗也不冒煙。
- 原著的古雷溫會在暑假結束時髮型變成上下雙鑽頭一陣子；動畫則沒有變化。

GOSICK（動畫第1-3集）
- 原著的故事起點是已熟識維多利加、艾薇兒、古雷溫（原著的認識時間點是S1，對應動畫第四集），所以才會有兩人一起出遠門的情節；動畫是剛認識維多利加、古雷溫，艾薇兒尚未來到學園。
- 得知QueenBerry號的情況有所不同。原著是從艾薇兒所說的怪談中得知。動畫是從圖書館的書本中得知。
- 在船上的成年人乘上小艇時，原著中莫里斯聽從眾人的建言留在船上，動畫是被眾人硬留下。
- 過去在QueenBerry號所發生的事有所不同。原著先發生匈牙利少女在甲板中陷阱受傷，然後在修伊樓梯死亡後，發生匈牙利少女中陷阱死亡，其後眾人發生分裂。在動畫是從得知修伊的死後，就開始發生自相殘殺。
- 艾利克斯得到阿麗的項鏈的情況不同。原著是在樓梯中尋回後打算交回給阿麗，但未有機會交回。動畫是直接從阿麗的手上得到。
- 聶德與一彌等人的死鬥有所不同。原著中，從客房逃至甲板時，茱莉手上拿著從聶德搶到的巨大的斧子，在一彌與聶德對打時，茱莉乘機以斧子攻擊聶德，其後聶德以背部插著斧子的情況下被一彌推下海。動畫中，聶德拿著的是長柄的戰斧，茱莉沒有拿到武器，在兩人對打時茱莉以戰斧攻擊，其後聶德從船上墮海。

GOSICKs（動畫第4-5集）
- 原作是6章節短篇集，包含認識維多利加、艾薇兒、古雷溫的過程，所以才會有被古雷溫認為是兇手的情節；動畫只有演出1-4章，並且此時已認識維多利加。

GOSICK II（動畫第6-8集）
事件結束後，安普羅茲在向一彌二人告別後，在學園所在的村子中融入周遭的環境。動畫中沒提及安普羅茲離開無名村後的情況。
GOSICKs IV（動畫第11集）
- 原作時間點是在學院比賽真人國際象棋時，賈桂琳巧遇維多利加及古雷溫。

GOSICK VI（動畫第18集）
- Old masquerade 列車上的化裝舞會裡有小變動，婦人原著自稱大公妃，動畫改為稻草人，壯漢原著自稱死者，動畫改為騎士。

## 社交網絡遊戲
GOSICK 退屈姫の迷宮
由『GREE』運營，基本免費及道具收費制度。玩家作為日本人留學生與維多利加對話，給維多利加以點心，讓其更換衣服等使維多利加心情變好，以此升級。存在被要求特定點心的情況。如果讓維多利加心情不好的話、將會降低比上升時高數倍的數值。

## 與網絡遊戲的合作
在『Master of Epic -The ResonanceAge Universe-』及『トイ・ウォーズ』及『天翼之鍊』進行了合作活動，實施了能獲得原創物件的特別任務，進行了服飾物件的販賣。